# Genus proximum et differentia specifica
Genus proximum et differentia specifica ist die abgekürzte Form der scholastischen Formulierung der klassischen Definitionsregel „definitio fi(a)t per genus proximum et differentiam specificam“. Diese auf Aristoteles zurückgehende Regel, nach der eine Definition durch Angabe der nächsthöheren Gattung und der spezifischen Differenz zu erfolgen hat, war bis zur traditionellen Logik im 19. Jahrhundert kanonisch. Noch bei John Locke (1632–1704) hieß es nicht anders: “[A] definition must consist of Genus and Differentia[.]”
Genus proximum steht dabei für die „nächste Gattung“ (→ Gattungsbegriff); differentia specifica für den „eigentümlichen Unterschied“ (→ Artunterschied). „Gattung“ und „Art“ bezieht sich dabei auf das zu wählende Paar Oberbegriff/Unterbegriff (siehe Begriffstypen) und nicht die in der Biologie gebräuchlichen Fachtermini Gattung und Art.
Beispiel: Der Begriff „Mensch“ lässt sich als „vernunftbegabtes Lebewesen“ definieren. „Lebewesen“ steht hierbei für die übergeordnete Gattung: Der Mensch gehört zu den Lebewesen – „vernunftbegabt“ für den charakteristischen Unterschied: Von allen Lebewesen besitzt nur der Mensch die Anlage zur Vernunft.
Demgegenüber wäre die Definition des Menschen als „auf zwei Beinen gehendes Lebewesen“ ungenau, nämlich zu weit, da nicht nur Menschen, sondern auch Vögel, sofern sie sich am Boden fortbewegen, auf zwei Beinen gehen. Zu eng wäre die Definition des Menschen als „Staaten bildendes Lebewesen“, da sie nicht alle Menschen umfasste; denn es gibt Menschen, die in sozialen Verbänden zusammenleben, die nicht den Charakter von Staaten besitzen. Aristoteles’ Wort vom Menschen als einem zoon politikon ist insofern keine Definition, sondern eine Wesensbeschreibung.
Es kommt bei dieser Weise des Definierens auf das Zusammenspiel von genus und differentia an. Was genau genus proximum und differentia specifica wird, hängt vom Diskursuniversum und der Verteilung der Merkmale über die zu klassifizierenden Individuenmenge ab; unter Umständen gibt es mehrere Lösungen, am Beispiel des Menschen etwa „ungefiederter Zweibeiner“ neben „vernunftbegabtes Lebewesen“. Denn im Falle, wo es keine denkenden Pflanzen, intelligenten Pilze usw. gibt, reicht die Differenz „vernunftbegabt“ hin, um aus dem umfangreichen Genus „Lebewesen“ einen Begriff herauszuschneiden, der alle Menschen und nur Menschen umfasst.
Die klassische Gattung/Artmerkmal-Definition führt zu einer hierarchischen Klassifikation oder setzt diese voraus. Dies wird in der Arbor porphyriana veranschaulicht.
|                      |                      |                      |                      |                      |                      |  |  |  |  | Gattung (z. B. Lebewesen)                       |                                                 |                                                 |                                                 |                                                 |                                                 |  |  |  |  |                    |                    |                    |                    |                    |                    |
|                      |                      |                      |                      |                      |                      |  |  |  |  |                                                 |                                                 |                                                 |                                                 |                                                 |                                                 |  |  |  |  |                    |                    |                    |                    |                    |                    |
|                      |                      |                      |                      |                      |                      |  |  |  |  |                                                 |                                                 |                                                 |                                                 |                                                 |                                                 |  |  |  |  |                    |                    |                    |                    |                    |                    |
| Art 1 (z. B. Mensch) | Art 1 (z. B. Mensch) | Art 1 (z. B. Mensch) | Art 1 (z. B. Mensch) | Art 1 (z. B. Mensch) | Art 1 (z. B. Mensch) |  |  |  |  | artbildender Unterschied (z. B. vernunftbegabt) | artbildender Unterschied (z. B. vernunftbegabt) | artbildender Unterschied (z. B. vernunftbegabt) | artbildender Unterschied (z. B. vernunftbegabt) | artbildender Unterschied (z. B. vernunftbegabt) | artbildender Unterschied (z. B. vernunftbegabt) |  |  |  |  | Art 2 (z. B. Tier) | Art 2 (z. B. Tier) | Art 2 (z. B. Tier) | Art 2 (z. B. Tier) | Art 2 (z. B. Tier) | Art 2 (z. B. Tier) |
| Art 1 (z. B. Mensch) | Art 1 (z. B. Mensch) | Art 1 (z. B. Mensch) | Art 1 (z. B. Mensch) | Art 1 (z. B. Mensch) | Art 1 (z. B. Mensch) |  |  |  |  | artbildender Unterschied (z. B. vernunftbegabt) | artbildender Unterschied (z. B. vernunftbegabt) | artbildender Unterschied (z. B. vernunftbegabt) | artbildender Unterschied (z. B. vernunftbegabt) | artbildender Unterschied (z. B. vernunftbegabt) | artbildender Unterschied (z. B. vernunftbegabt) |  |  |  |  | Art 2 (z. B. Tier) | Art 2 (z. B. Tier) | Art 2 (z. B. Tier) | Art 2 (z. B. Tier) | Art 2 (z. B. Tier) | Art 2 (z. B. Tier) |

## Kritik der klassischen Definitionsregel
Verschiedene Kritikpunkte wurden gegen diese Definitionsregel vorgebracht:
ExklusivitätGegen die klassische Definitionsregel wird eingewandt, dass sie nicht die einzige Definitionsart sei. Sie war aber schon für Aristoteles nicht die einzige Möglichkeit der Definition.
RelativitätGegen die Gattung/Artmerkmal-Definition wird eingewandt, dass es vom jeweiligen Wissensstand abhänge, was als nächsthöhere Gattung anzusehen sei. Dies bedeutet aber zunächst nur, dass man jede Definition hinterfragen muss und Definitionen vielfach perspektivische, ideologische, theorieabhängige Setzungen sind. Diese Problematik betrifft andere Definitionsarten ebenso.
Unanwendbarkeit unabhängig von einer essentialistischen MetaphysikErnst Cassirer wandte gegen die Aristotelische Definitionslogik ein, dass sie in Bezug auf eine Menge von Objekten ihre gemeinsamen Merkmale herausgreife und diese zu Eigenschaften der Gattung erkläre. Abseits der Biologie führe diese Art, Begriffe zu definieren, in die Irre, etwa wenn man Fleisch und Kirschen unter dieselbe Gattung gruppiere, weil es sich um „saftige, rote Lebensmittel“ handle. Die Aristotelische Definitionslogik mache nur vor dem Hintergrund der Aristotelischen Metaphysik Sinn, weil nur diese die Annahme eines Gattungswesens legitimiere, unter das sich einzelne Fälle als Arten gruppieren lassen. Der Fall wird dann als Ausdruck oder Verwirklichung des Gattungswesens verstanden. Man sieht dann in einzelnen Menschen Verkörperungen eines Gattungswesens, das durch sie hindurch wirkt. Wegen der angeblichen Unhaltbarkeit von metaphysischen Wesensunterstellungen wurde der Aristotelische Essentialismus daher in großen Teilen der Philosophie durch nominalistische Begriffsdefinitionen ersetzt (Popper, Kuhn, Lakatos, Rorty, …).
Mangelnde ObjektivierbarkeitGegen die Definitionsregel wird eingewandt, dass sie „einen abstrakten Begriff durch Bezugnahme auf noch abstraktere Begriffe fest[lege]“. Sie stelle daher „den Erkenntnisprozess nicht dar.“ Dagegen ist zu sagen, dass die Gattung/Artmerkmal-Definition der Sache nach auf einer „klassenlogische(n) Operation der Durchschnittsbildung“ beruht und daher zu einer Präzisierung führt. Nicht ohne Grund beruhen umgangssprachliche Definitionen zumeist auf dem Gattungs/Art-Schema. Dass sie den Erkenntnisprozess nicht darstellt, erscheint nicht als Mangel, wenn man sie als zu begründendes Ergebnis eines solchen auffasst.
Beschränkter AnwendungsbereichDer Definitionsregel wird entgegengehalten, sie habe „nur einen sehr beschränkten Anwendungsbereich“. Sie soll allerdings in der Umgangssprache ganz vorherrschend sein.
UnexaktheitDie Definitionsregel sei „vermutlich überhaupt nicht anwendbar, wenn man versucht, den Begriffen ‚genus‘ und ‚differentia‘ einen exakten Sinn zu geben.“ Es dürfte jedoch ausreichen, diese als Oberbegriff und spezifisches Begriffsmerkmal zu interpretieren.
Bindung an die aristotelische Ontologie und WesensauffassungDie Gattung/Differenz-Definition war für Aristoteles eine metaphysische Realdefinition des Wesens einer Sache. Dieser Interpretation muss man jedoch nicht folgen. Eine Gattungs/Artdifferenz-Definition ist auch dann sinnvoll, wenn man die Möglichkeit einer Wesensdefinition ablehnt.
Die klassische Definitionsregel ist trotz dieser Kritikpunkte als „Grundmodell“ weiterhin „für sehr viele Fälle […] brauchbar“.